# Callochiton sulculatus
Callochiton sulculatus är en blötdjursart som beskrevs av Suter 1907. Callochiton sulculatus ingår i släktet Callochiton och familjen Ischnochitonidae. Inga underarter finns listade i Catalogue of Life.